# Rhinelephas denkeri
Rhinelephas denkeri är en fjärilsart som beskrevs av Lambertus Johannes Toxopeus 1928. Rhinelephas denkeri ingår i släktet Rhinelephas och familjen juvelvingar. Inga underarter finns listade.